# Gunnar Sjöström (pianist)

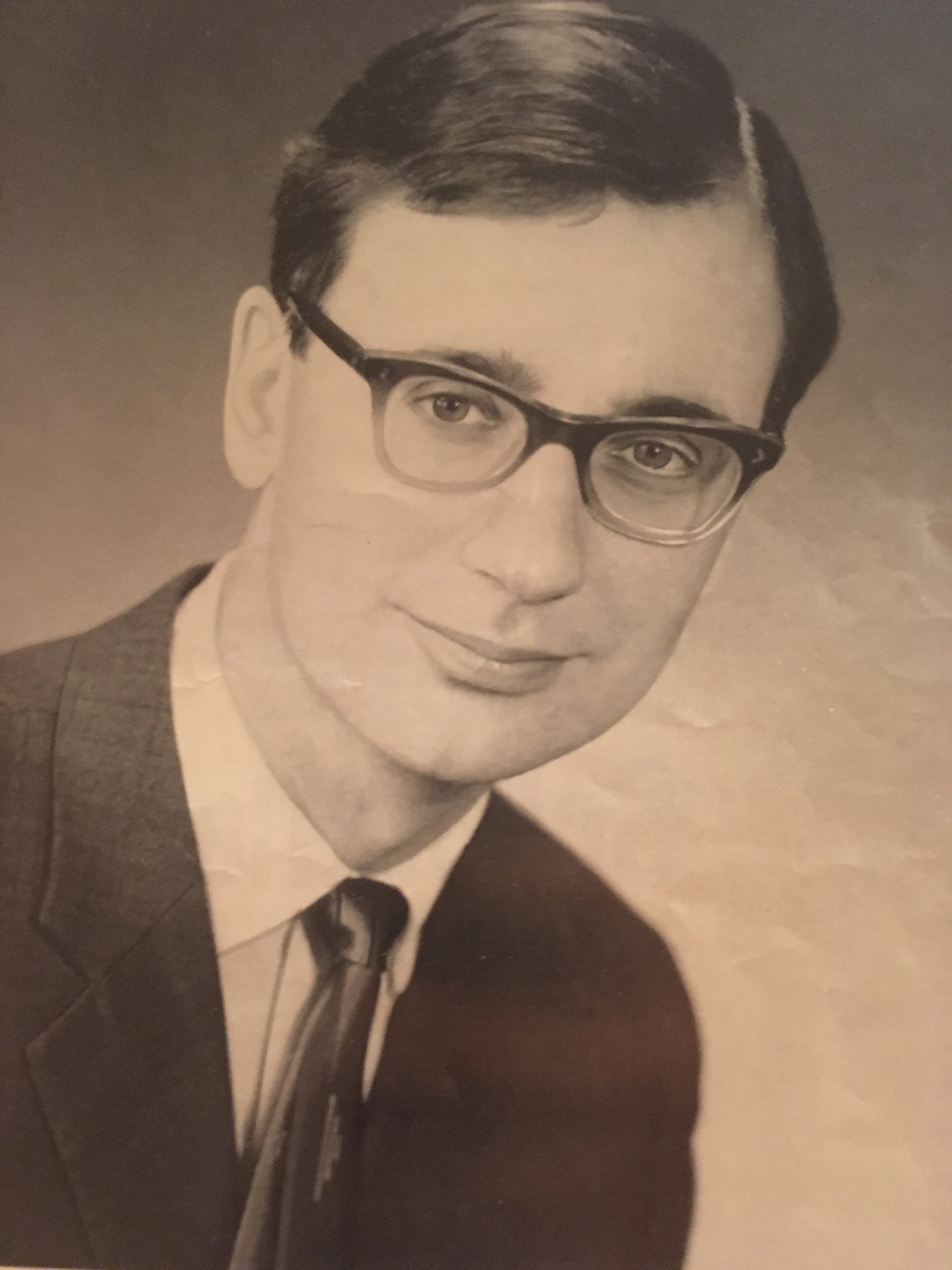
Gunnar Sjöström

Nils Gunnar Sjöström, född 4 juli 1928 i Järvsö församling, Gävleborgs län, död 5 december 2018 i Göteborg, var en svensk konsertpianist.

## Biografi
Efter studentexamen 1947 genomgick Sjöström solistutbildning i piano vid Kungliga Musikhögskolan 1947–1952 och blev filosofie kandidat vid Uppsala universitet 1950. Han avlade folkskollärarexamen i Stockholm 1954 och bedrev musikstudier i Österrike och Frankrike (elev till Bruno Seidlhofer och Nadia Boulanger) 1954–1956. Han blev rektor för Musikskolan i Örebro 1957, föreståndare och lärare vid Örebro musikpedagogiska institut 1960, rektor för den högre musikutbildningen i Göteborg 1966–1977 (interimistisk prefekt 1977–1979 samt rektors titel fram till 1986). 
Han var 1986–1994 konstnärlig professor i interpretation vid Musikhögskolan vid Göteborgs universitet med ansvar för diplomutbildning och konstnärligt utvecklingsarbete. 
Sjöström debuterade som konsertpianist i Stockholm 1952 och höll även konserter i utlandet. Han valdes in som ledamot av Kungliga Musikaliska Akademien 1968 och fick professors namn av regeringen 1979.
En av salarna på Artisten vid Högskolan för scen och musik i Göteborg, Sjöströmsalen, har uppkallats efter Gunnar Sjöström.

### Familj
Gunnar Sjöström var bror till statistikern Olle Sjöström.